# Vätö (cráter)
Vätö es el nombre de un cráter sobre la superficie de Marte. El cráter es una depresión elíptica irregular de 20 kilómetros (12,4 mi) de diámetro con crestas pronunciadas, creada por un evento de impacto. El Cráter Vätö, se encuentra en el cuadrángulo Argyre, en la vecindad del cráter Mafra y el cráter Tara y a unos 37 kilómetros (23,0 mi) Norte del cráter Sarno.

## Epónimo
Como es de costumbre en la nomenclatura, los pequeños cráteres de menos de 60 km llevan el nombre de pequeños pueblos y aldeas. En 1976, el cráter recibió el nombre de una isla en el archipelago de Norrtälje con unos 1.200 habitantes en el norte de la Provincia de Estocolmo, Suecia.